# Prvenstvo ONS Dubrovnik 1976./77.
Prvenstvo Općinskog nogometnog saveza (ONS) Dubrovnik  (također i kao Općinska nogometna liga Dubrovnik) je predstavljalo ligu šestog stupnja nogometnog prvenstva Jugoslavije u sezoni 1976./77. 
 Sudjelovalo je 8 klubova, a prvak je bio "Konavljanin" iz Čilipa.

## Ljestvica
| mj. | klub                 | ut.              | pob.             | ner.             | por.             | gol+             | gol-             | bod              |
| --- | -------------------- | ---------------- | ---------------- | ---------------- | ---------------- | ---------------- | ---------------- | ---------------- |
| 1.  | Konavljanin Čilipi   | 12               | 10               | 1                | 1                | 50               | 13               | 21               |
| 2.  | Enkel Popovići       | 12               | 7                | 2                | 3                | 36               | 25               | 16               |
| 3.  | Kupari               | 12               | 7                | 1                | 4                | 40               | 25               | 15               |
| 4.  | Vitoš Vitaljina      | 12               | 6                | 0                | 6                | 34               | 30               | 12               |
| 5.  | Iskra Janjina        | 12               | 4                | 3                | 5                | 29               | 30               | 11               |
| 6.  | Crnogorac Putniković | 12               | 3                | 2                | 7                | 17               | 30               | 8                |
| 7.  | Hajduk Radovčići     | 12               | 0                | 1                | 11               | 7                | 51               | 1                |
|     | Libertas Mihanići    | diskvalificirani | diskvalificirani | diskvalificirani | diskvalificirani | diskvalificirani | diskvalificirani | diskvalificirani |

## Rezultatska križaljka
| kratica | klub                 | CRN | ENK | HAJ | ISK | KON | KUP | VIT | LIB |
| --- | -------------------- | --- | --- | --- | --- | --- | --- | --- | --- |
| CRN | Crnogorac Putniković |     | 1:2 | 1:1 |     | 1:4 | 0:4 |     |     |
| ENK | Enkel Popovići       |     |     | 3:1 |     |     |     |     |     |
| HAJ | Hajduk Radovčići     |     |     |     |     |     |     |     |     |
| ISK | Iskra Janjina        |     | 0:2 |     |     |     |     |     |     |
| KON | Konavljanin Čilipi   |     |     | 6:0 |     |     |     |     |     |
| KUP | Kupari               |     |     | 4:1 |     |     |     |     |     |
| VIT | Vitoš Vitaljina      |     |     | 5:0 | 3:6 |     |     |     |     |
| LIB | Libertas Mihanići    |     |     | 0:2 |     |     |     |     |     |
| |                      |     |     |     |     |     |     |     |     |
| podebljan rezultat - utakmice od 1. do 7. kola (1. utakmica između klubova) rezultat normalne debljine - utakmice od 8. do 14. kola (2. utakmica između klubova) rezultat nakošen - nije vidljiv redoslijed odigravanja međusobnih utakmica iz dostupnih izvora rezultat nakošen i smanjen * - iz dostupnih izvora nije uočljiv domaćin susreta prekrižen rezultat - poništena ili brisana utakmica p - utakmica prekinuta 3:0 p.f. / 0:3 p.f. - rezultat 3:0 bez borbe n.i. - nije igrano |                      |     |     |     |     |     |     |     |     |

 Izvori: 

## Unutrašnje poveznice
- Međuopćinska liga Dubrovnik – Metković – Korčula – Lastovo 1976./77.